# Mandom
Mandom Corporation (яп. Kabushiki-gaisha Mandamu) — японський виробник і дистриб’ютор засобів для догляду за волоссям, шкірою, парфумів і дезодорантів. Компанія була заснована в 1927 році під назвою Kintsuru Perfume Corporation та у подальшому змінила назву на Mandom Corporation у 1971 році.

## Маркетингові бренди
Флагманські бренди: 
- GATSBY : засоби догляду для молодих чоловіків. [2] Продажі продукції Gatsby склали 59,6% виручки компанії в 2012 році [1]
- LUCIDO : косметичні засоби для чоловіків середнього віку.
- Lucido-l : косметичні засоби для жінок.
- Bifesta : косметичний бренд для жінок.
- Pixy : бренд косметики для жінок.
- Pucelle : бренд парфумів і догляду за тілом для жінок.

Інші бренди включають в себе Dr. Renaud, Guinot, Formulate, Aristia та Direction Refilia, Miratone та Johnny Andrean.